# Giro del Lazio 1992
Il Giro del Lazio 1992, cinquantottesima edizione della corsa, si svolse il 19 settembre 1992 su un percorso di 203 km. La vittoria fu appannaggio dell'italiano Gianni Bugno, che completò il percorso in 4h45'00", precedendo il connazionale Maurizio Fondriest e l'ucraino Volodymyr Pulnikov.
Sul traguardo di Roma 50 ciclisti, su 148 partenti da Bracciano, portarono a termine la competizione.

## Ordine d'arrivo (Top 10)
| Pos. | Corridore           | Squadra                | Tempo    |
| ---- | ------------------- | ---------------------- | -------- |
| 1    | Gianni Bugno        | Gatorade-Château d'Ax  | 4h45'00" |
| 2    | Maurizio Fondriest  | Panasonic-Sportlife    | a 1'53"  |
| 3    | Volodymyr Pulnikov  | Carrera Jeans          | s.t.     |
| 4    | Norman Alvis        | Motorola Cycling Team  | s.t.     |
| 5    | Luc Roosen          | Tulip Computers        | s.t.     |
| 6    | Robert Millar       | TVM-Sanyo              | s.t.     |
| 7    | Michele Coppolillo  | Italbonifica-Navigare  | s.t.     |
| 8    | Stefano Colagè      | ZG Mobili-Selle Italia | a 2'05"  |
| 9    | Giuseppe Calcaterra | Amore & Vita           | a 2'08"  |
| 10   | Sergio Barbero      | Italbonifica-Navigare  | a 2'10"  |